# Пезмег (сельское поселение)
Пезмег — административно-территориальная единица (административная территория село с подчинённой ему территорией) и муниципальное образование (сельское поселение с полным официальным наименованием муниципальное образование сельского поселения «Пезмег») в составе муниципального района Корткеросского в Республике Коми Российской Федерации.
Административный центр — село Пезмег.

## История
Статус и границы административной территории установлены Законом Республики Коми от 6 марта 2006 года № 13-РЗ «Об административно-территориальном устройстве Республики Коми».
Статус и границы сельского поселения установлены Законом Республики Коми от 5 марта 2005 года № 11-РЗ «О территориальной организации местного самоуправления в Республике Коми».

## Население
| 2010  | 2011  | 2012  | 2013  | 2014  | 2015  | 2016  |
| ----- | ----- | ----- | ----- | ----- | ----- | ----- |
| 1092  | ↘1085 | ↘1081 | ↗1093 | ↘1087 | ↘1053 | ↗1076 |
| 2017  | 2018  | 2019  | 2020  | 2021  |       |       |
| ↘1066 | ↘1046 | ↘1037 | ↘1027 | ↗1480 |       |       |

## Состав
Состав административной территории и сельского поселения:
| № | Населённый пункт | Тип населённого пункта       | Население |
| - | ---------------- | ---------------------------- | --------- |
| 1 | Аджером          | посёлок                      | ↗1027     |
| 2 | Пезмег           | село, административный центр | ↗453      |